# Mahasena de Anuradhapura
Mahasena, también conocido en algunos registros como Mahasena, fue un rey de Sri Lanka, que gobernó el país desde 277 hasta 304 d. C. Comenzó la construcción de grandes tanques o depósitos en Sri Lanka, y construyó dieciséis de esos tanques. Después de convertirse en rey, Mahasen discriminó a los Theravada Budistas  en el país, y destruyó varios templos incluyendo Mahavihara, el principal templo theravada, antes que su primer ministro lo lleve a darse cuenta de sus errores. La estupa Jetavana también fue construida por Mahasen. Sus compatriotas lo consideraban como un dios o una deidad después de la construcción del depósito de Minneriya, y él fue nombrado Minneri Deviyo (Dios de Minneriya).